# Gouvernement Kimba
Première République
Tshombe Mulamba
Alors que le Gouvernement Tshombe a la majorité parlementaire avec la CONACO à la suite des élections de 1965, le président Joseph Kasa-Vubu annonce à la surprise générale y mettre fin le 13 octobre 1965.
Le 18 octobre 1965 le Gouvernement Kimba est nommé.
Le 14 novembre 1965 le Parlement refuse l'investiture.
Le 15 novembre 1965 Joseph Kasa-Vubu renomme Évariste Kimba comme formateur du gouvernement aboutissant inévitablement à un blocage.
Le 24 novembre 1965 le général Joseph-Désiré Mobutu en profite pour lancer un coup d'état militaire et imposer une longue dictature.

## Composition

### Premier ministre
- Premier ministre, Plan et Développement, Information et Tourisme : Évariste Kimba (Balubakat)

### Ministres
- Affaires étrangères et Commerce extérieur : Cléophas Kamitatu (PSA)
- Intérieur : Victor Nendaka (CONACO)
- Justice : Maximilien Liongo
- Finances : Jean Litho (Pareco/CONACO)
- Économie nationale et Classes moyennes : André-Guillaume Lubaya (UDA-Lubaya)
- Fonction publique : Emmanuel Bamba (Abako)
- Travaux publics : Albert Delvaux (Unité Kwango-Luka)
- Éducation nationale et Affaires culturelles : Jean-Marie Kititwa (Assco/CONACO)
- Terres, Mines et Énergie : Jean-Baptiste Kibwe est nommé mais renonce, remplacé par André Kapwasa (CONAKAT) le 19 octobre
- Transports et communications : Antoine Kiwewa (MNC-L)
- Postes et télécommunications : Aloïs Kabangi (MUB/CONACO)
- Travail : Athanase Ndjadi (MPS/CONACO)
- Santé publique : Paul Matamba (Rapelu)
- Agriculture : Alphonse Zamundu
- Affaires sociales, Justice et Sports : Jacques Matabisi (Unilac/Radeco)

### Secrétaires d’État
- Plan et Développement industriel : Augustin Koy (Indépendant)
- Information et Tourisme : Grégoire Kashale (Radeco)
- Affaires étrangères : Félicien Lukusa (Deco)